# Жарникова
Жа́рникова (рос. Жарникова) — присілок у складі Каргапольського району Курганської області, Росія. Входить до складу Долговської сільської ради.
Населення — 91 особа (2010, 140 у 2002).
Національний склад населення станом на 2002 рік: росіяни — 92 %.